# Miyakonojō, Miyazaki

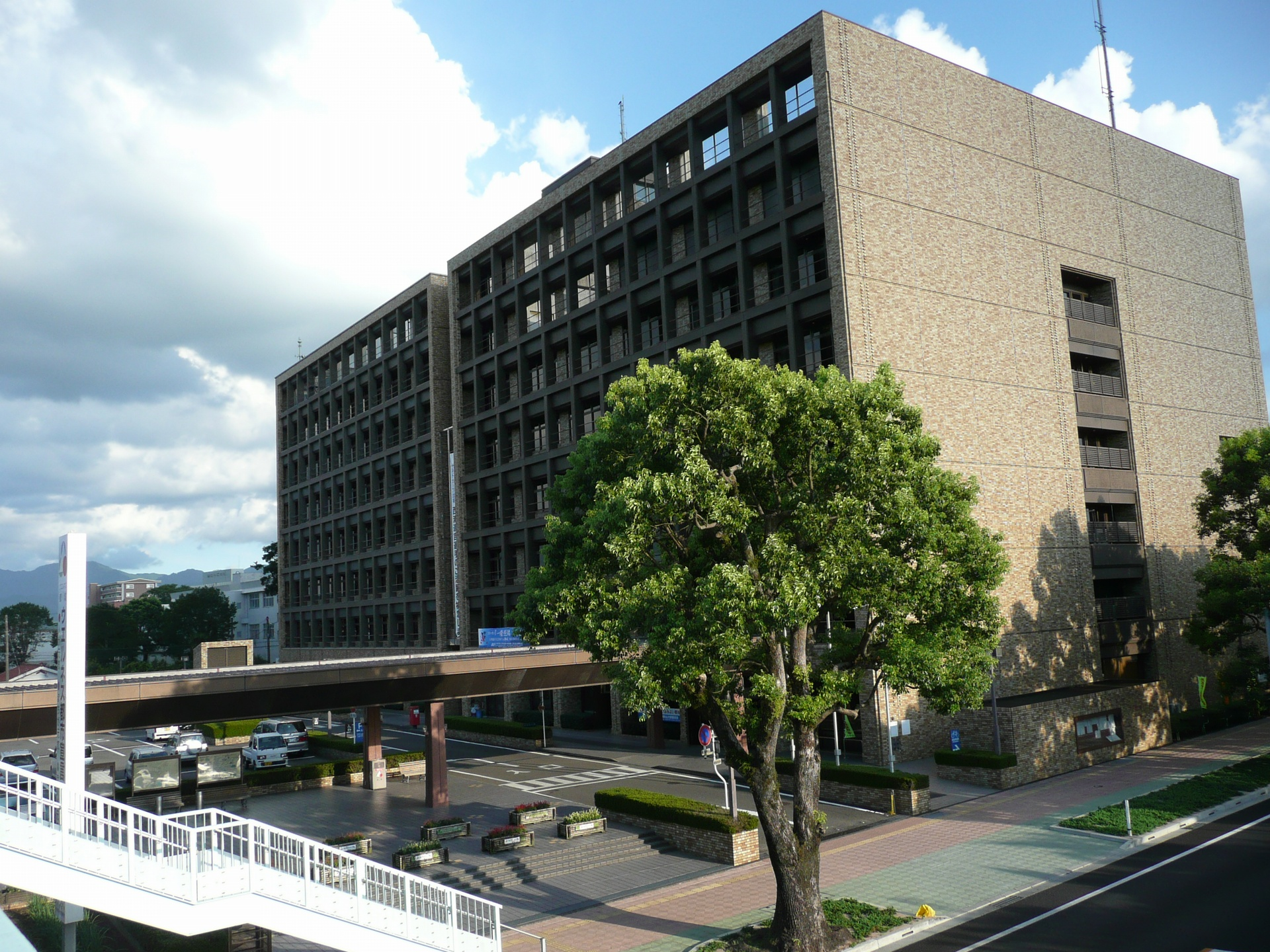
Miyakonojō City Office

Miyakonojō (都城市 Miyakonojō-shi) là một thành phố thuộc tỉnh Miyazaki, Nhật Bản.

## Thư viện ảnh

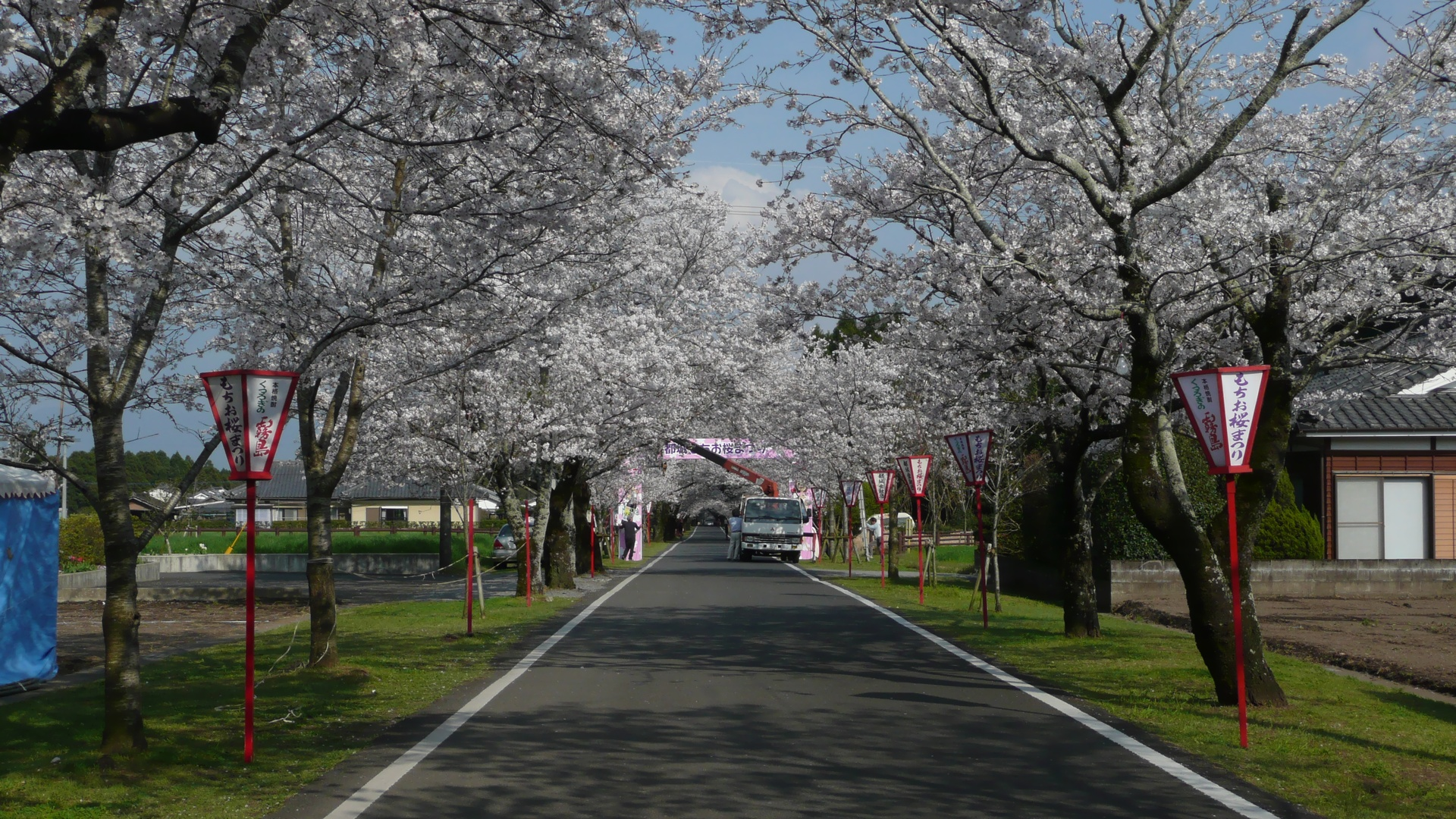
母智丘
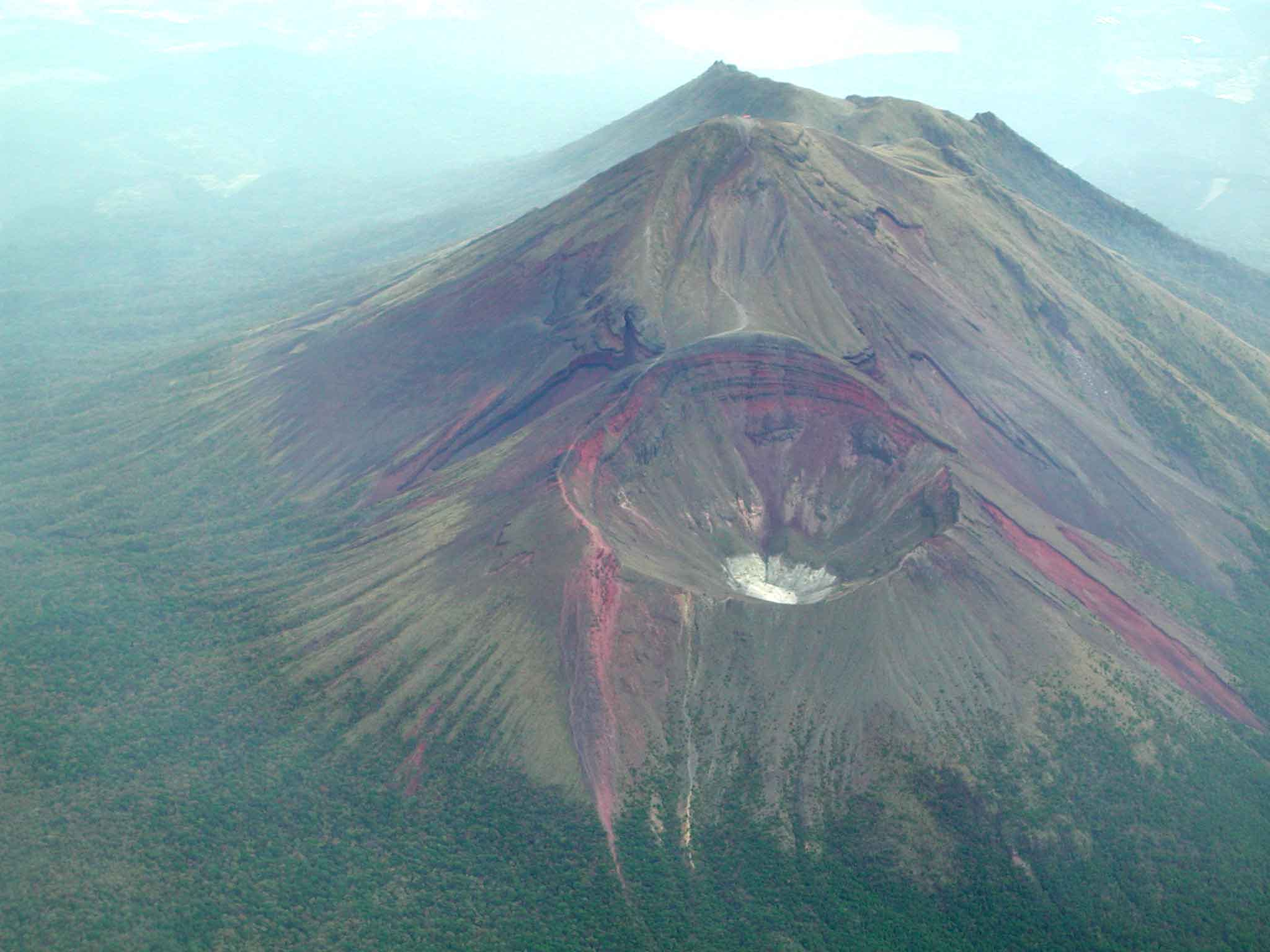
高千穂峰
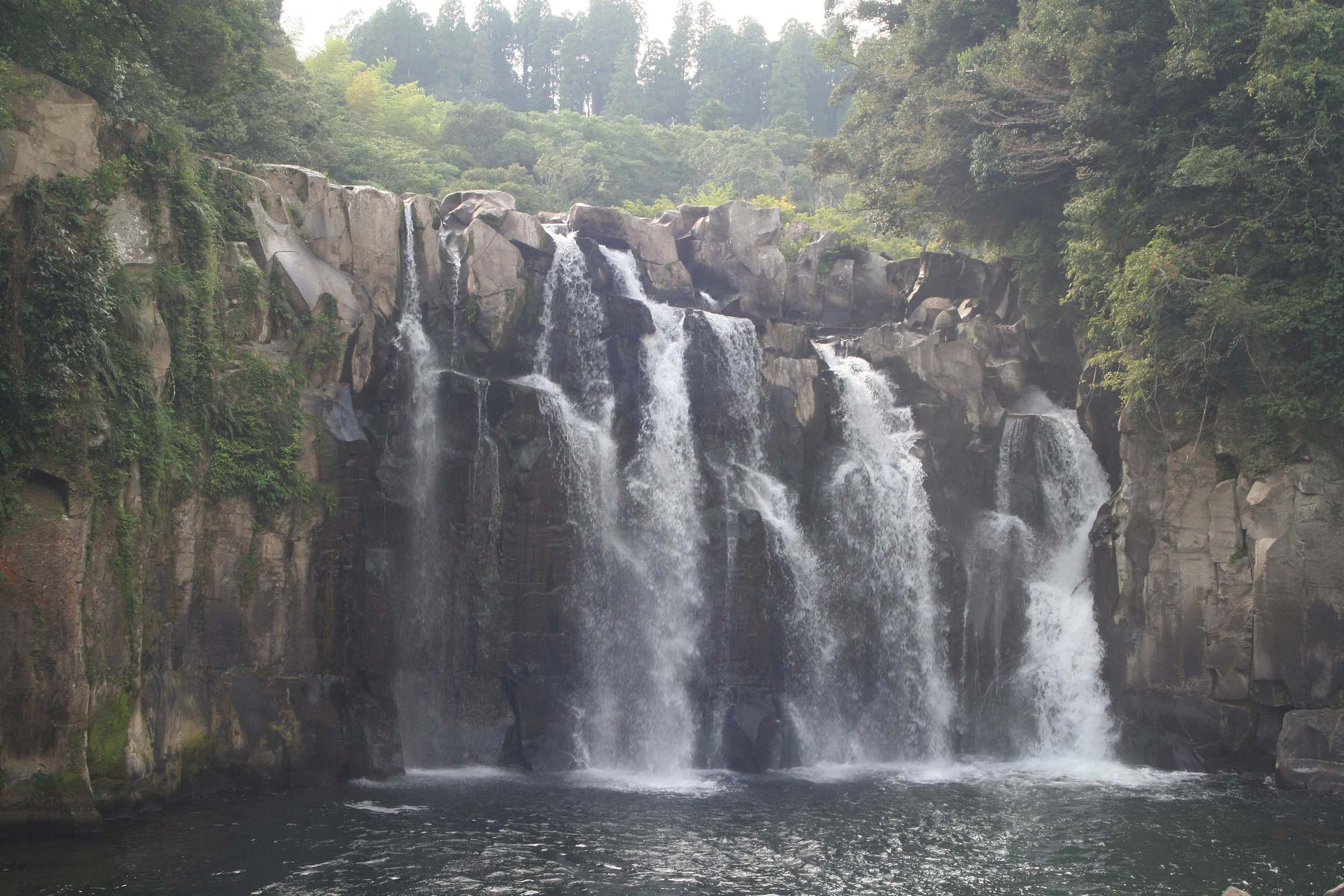
関之尾滝
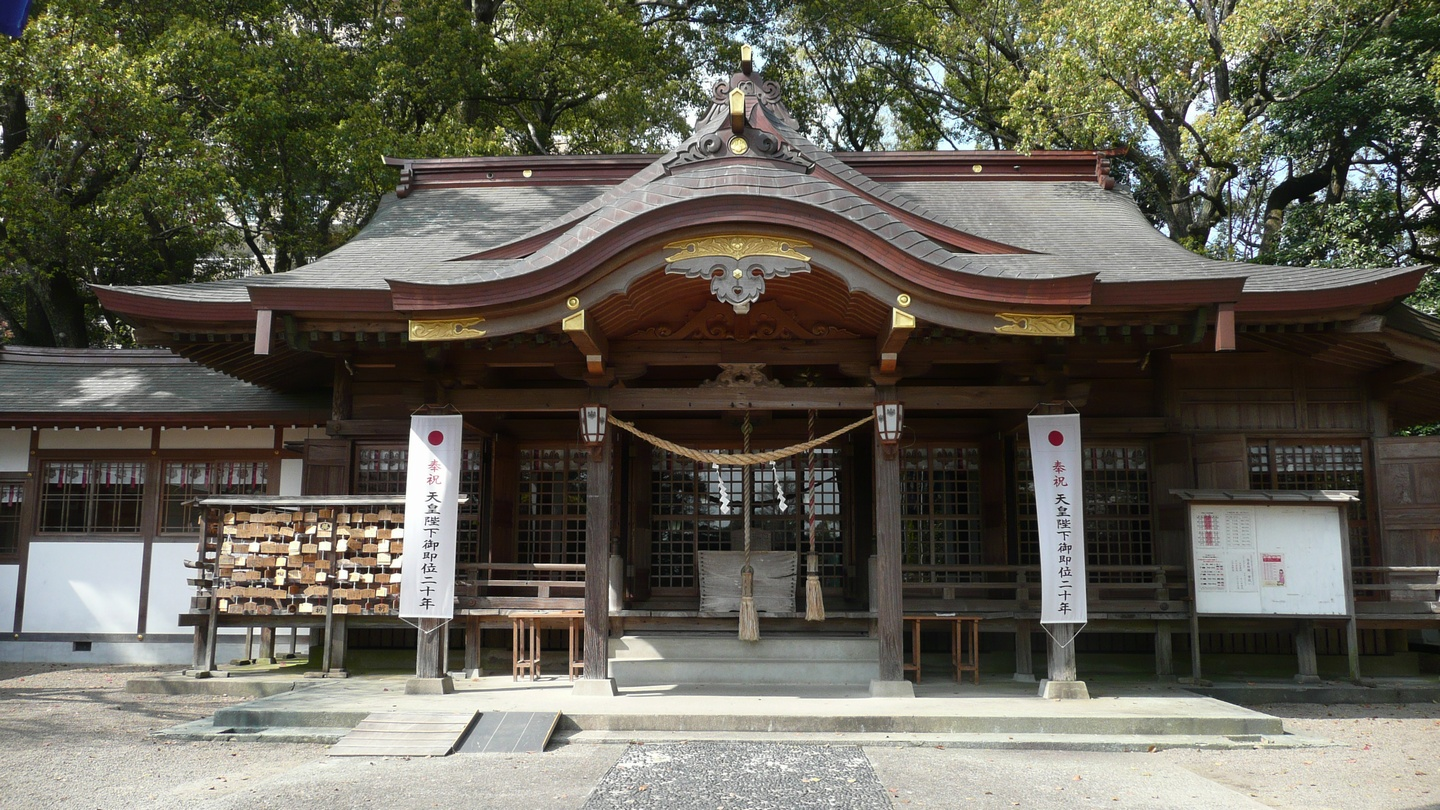
神柱宮
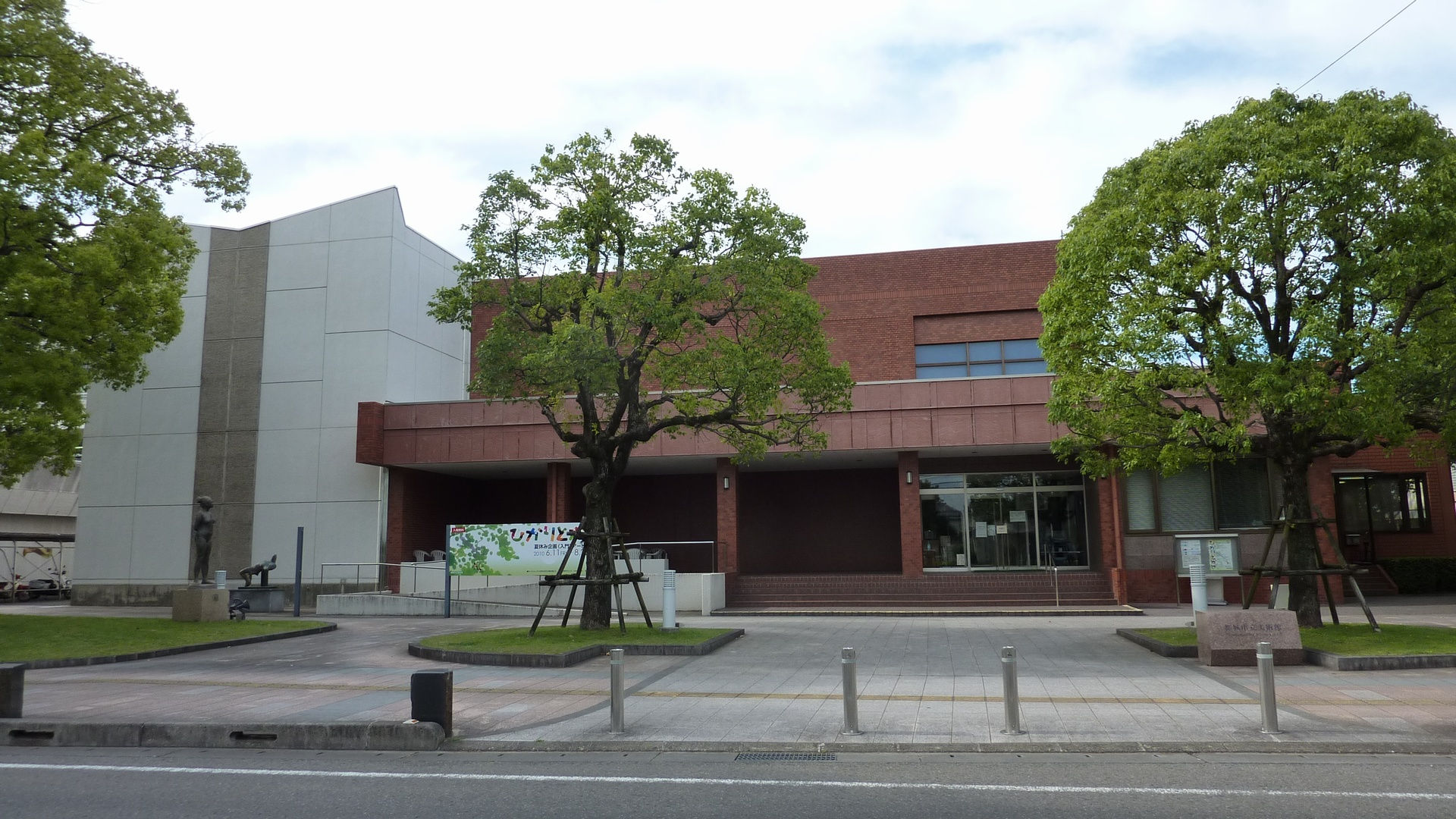
都城市立美術館
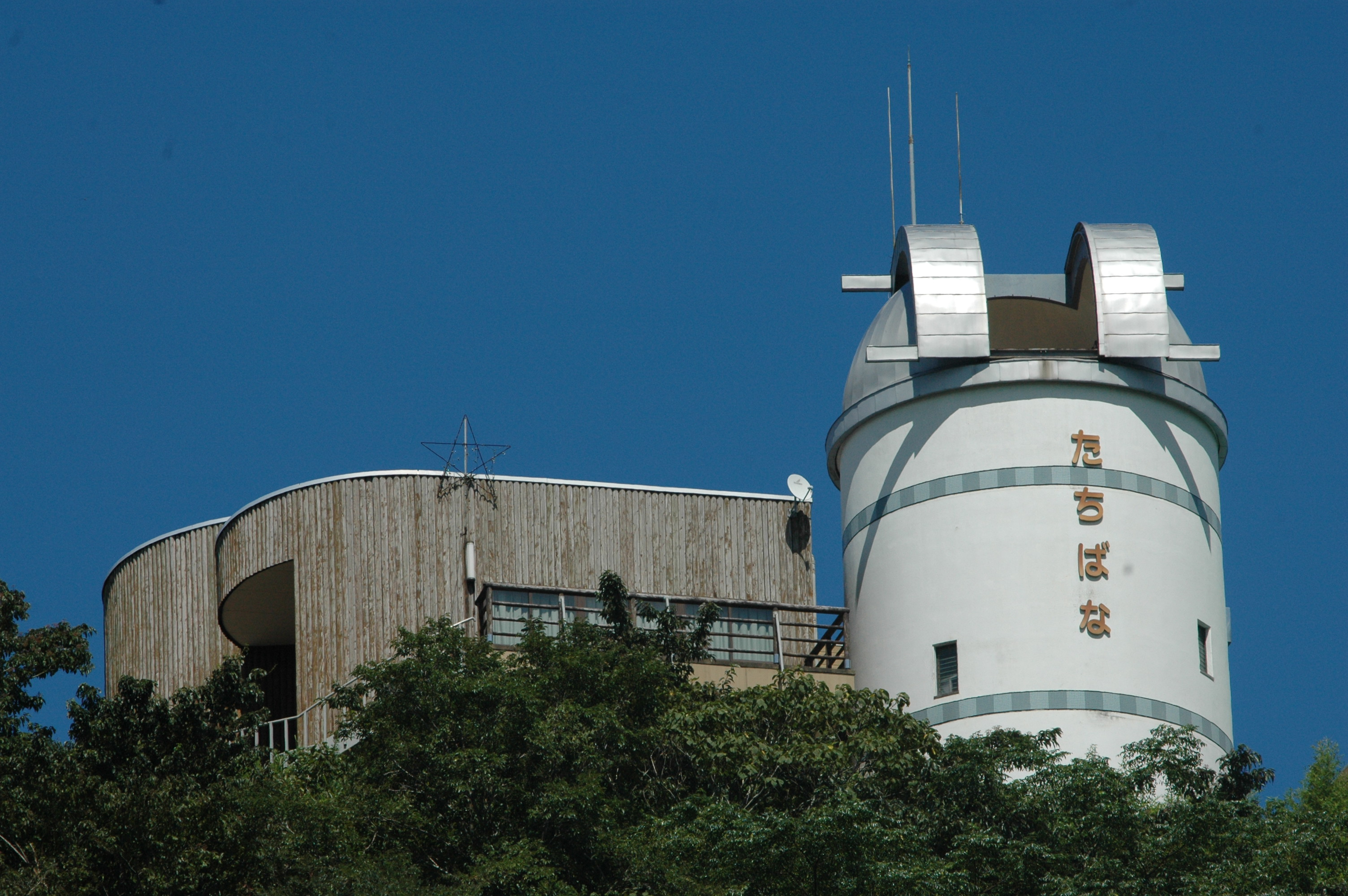
たちばな天文台